# 人民文学
《人民文学》，是中国作家协会的直属刊物，月刊，创刊于1949年10月25日。是中国当代文学的代表性刊物之一。刊名为郭沫若所题。

## 简介
《人民文学》一开始就得到中华人民共和国政府领导人的支持，在第一期上刊登了毛泽东坐像，并印有毛为创刊号所写的手迹：“希望有更多好作品出世”。早期的《人民文学》除了刊登社论，也刊登政治宣传诗歌和特别专辑。比如创刊号的“鲁迅先生逝世十三周年纪念”专辑，第三期的“庆贺斯大林七十寿辰诗辑”。:2小说也是一个重要的组成部分，这时期刊发的作品多反映部队生活、农民和农村阶级斗争，如刘白羽的《火光在前》等。图页、画页具有高度政治性，与刊物其他部分结合紧密。:3-4
该刊一开始很少刊登评论，后来有所增加，有的评论是对《人民日报》等机关报的回应。1952年时，全国文艺大整风，由于未参与对萧也牧小说《我们夫妇之间》的全国大批判，《人民文学》被迫作出“深刻检查”。该刊有时以调查的方式掌控作家的创作计划，如1950年就刊登了方纪、田间、吕剑、何其芳、周立波、洪深、秦兆阳、袁水拍、孙犁、马烽、康濯、张庚、贺敬之、杨朔、碧野、赵寻、刘白羽、萧殷、萧也牧、关露、卞之琳、老舍、徐迟、冯雪峰、靳以、巴金、柯灵、魏金枝、唐弢、徐调孚等作家的创作调查结果。:7
该刊最早的主编是茅盾，副主编为艾青（1952年大整风时艾青被点名批判，副主编改为丁玲），编委则有艾青、何其芳、周立波、赵树理等。除创刊号外，基本在每月一号出刊。:8
1956年以后，《人民文学》刊登了一批“写真实”的小说，包括刘宾雁的《在桥梁的工地上》、《本报内部消息等》，王蒙的《组织部新来的年轻人》等。骆宾基、李国文、宗璞等人也登上了文坛。:30

## 历任领导
| 主编 - 茅盾（1949年10月—1953年6月） - 邵荃麟（1953年7月—1955年11月） - 严文井（1955年12月—1957年11月） - 张天翼（1957年12月—1966年5月） - 袁水拍（1975年—1976年冬） - 张光年（1977年初—1978年9月） - 李季（1978年9月—1980年3月逝世） - 张光年（1980年4月—1983年7月） - 王蒙（1983年8月—1986年12月） - 刘心武（1987年1月—1990年2月） - 刘白羽（1990年2月—2004年9月） - 程树榛（1990年2月—2004年7月） - 韩作荣（2004年9月—2008年7月） - 李敬泽（2008年7月—2012年4月） - 施战军（2012年4月—） 社长 - 程树榛（？—2004年7月） 顾问 - 严文井（1983年—？） | 副主编 - 艾青（1949年10月—1952年2月） - 丁玲（1952年3月—1953年6月） - 严文井（1953年—1955年） - 秦兆阳（1955年12月—1957年11月） - 葛洛（1955年12月—1959年4月） - 陈白尘（1957年12月—1965年6月） - 韦君宜（1958年1月—1960年10月） - 李季（1962年7月—1966年5月） - 严文井（1975年—1976年冬） - 李希凡（1975年—1976年冬） - 施燕平（1975年—1976年冬） - 葛洛（1977年—1983年7月） - 刘剑青（1980年1月—1986年5月） - 李清泉（1981年7月—1983年7月） - 周明（1984年12月—1990年3月） - 崔道怡（1984年12月—1998年10月） - 王朝垠（1984年12月—1990年3月） - 冯夏熊（1991年1月—1993年7月） - 王扶（1993年7月—1999年11月） - 韩作荣（1995年12月—2004年8月） - 肖复兴（1997年10月—2007年12月） - 李敬泽（2001年11月—2008年4月） - 宁小龄（2008年—） - 李平（2009年—2014年） - 邱华栋（2012年—） - 徐坤（2014年—） 副社长 - 杜卫东（1997年9月—2005年9月） |